# Eles transportan a morte
Eles transportan a morte és una pel·lícula del 2021 dirigida per Helena Girón i Samuel M. Delgado. Va ser filmat en gallec i té parts en castellà. Es tracta d'una coproducció entre estudis de Galícia, Canàries i Colòmbia. S'ha subtitulat al català.
Es va estrenar al Festival Internacional de Cinema de Sant Sebastià de 2021, on va guanyar una menció especial a la secció Zabaltegi. En la 36a edició de la Setmana de la Crítica del Festival de Cinema de Venècia va guanyar un premi a la millor contribució tècnica. Es va estrenar als cinemes el 13 de maig de 2022.

## Sinopsi
La pel·lícula està ambientada l'any 1492 i explica la història de tres membres de la tripulació de Cristòfor Colom que van marxar cap a Amèrica. Tanmateix, en arribar a les illes Canàries, s'escapen amb una de les veles del vaixell.

## Producció
El rodatge es va dur a terme durant quatre setmanes en diferents localitzacions de la província d'Ourense i de l'illa de Tenerife.